# Neostyriaca
|  | Dieser Artikel wurde aufgrund von formalen oder inhaltlichen Mängeln in der Qualitätssicherung Biologie im Abschnitt „Weichtiere“ zur Verbesserung eingetragen. Dies geschieht, um die Qualität der Biologie-Artikel auf ein akzeptables Niveau zu bringen. Bitte hilf mit, diesen Artikel zu verbessern! Artikel, die nicht signifikant verbessert werden, können gegebenenfalls gelöscht werden. Lies dazu auch die näheren Informationen in den Mindestanforderungen an Biologie-Artikel. Begründung: Vollprogramm |

Die Gattung der Landschnecken Neostyriaca  (von  gr. neo- = ‚neu‘ und lat. Styriaca = ‚aus der Steiermark‘) innerhalb der Familie Clausilidae besitzt zwei alpine Arten.

## Arten
- Neostyriaca strobeli, nur in Mittelitalien beheimatet.
- Neostyriaca corynodes

## Verbreitung
Über die Verbreitung der Art N. strobeli ist nicht viel bekannt. Diese Art ist mindestens am Südrand der Alpen verbreitet. Die Vorkommen der Art beschränken sich auf Italien.